# Pitthea sanguiflua
Pitthea sanguiflua là một loài bướm đêm trong họ Geometridae.